# ミズノ

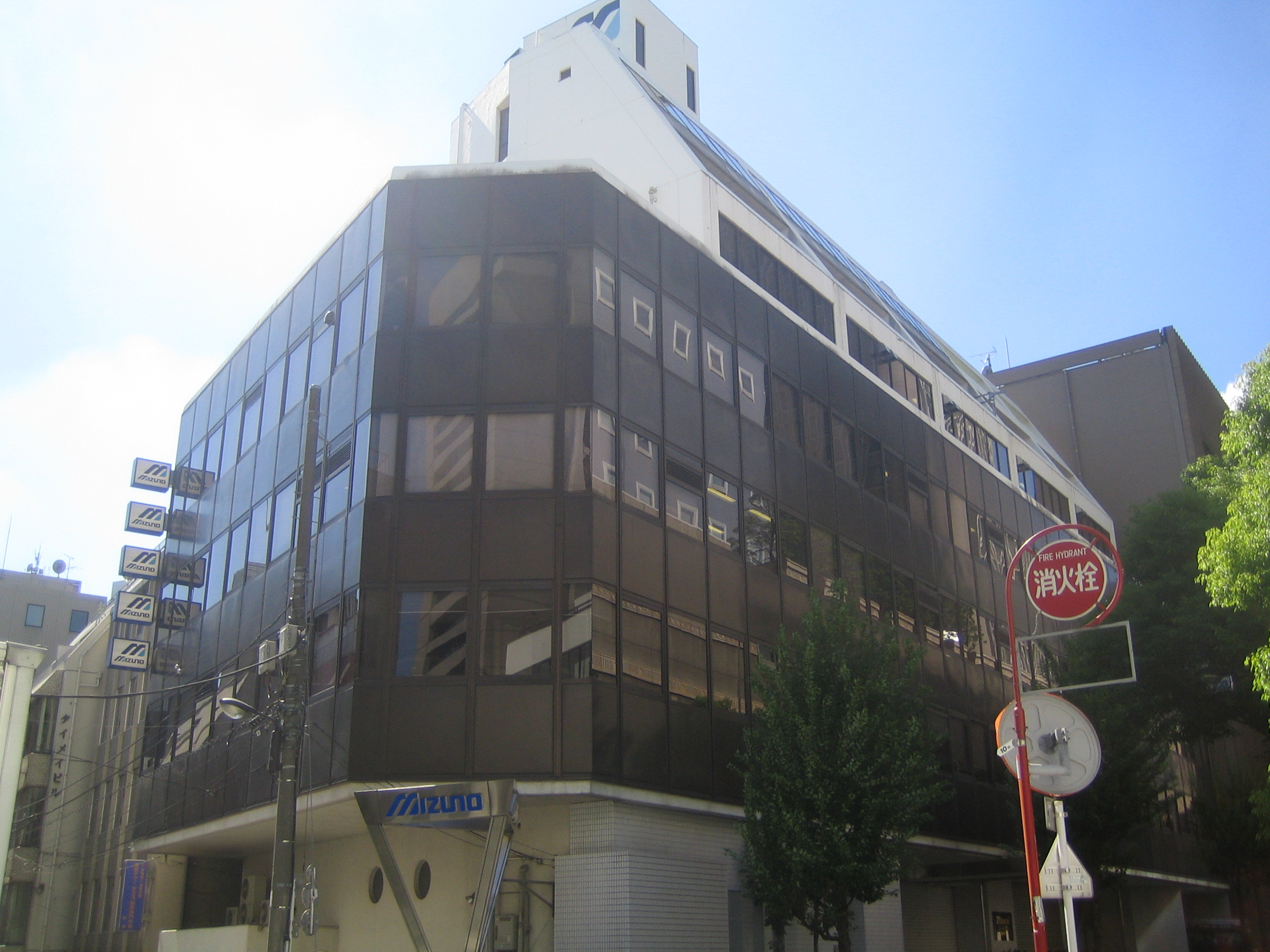
ミズノ東京本社（東京都千代田区）

ミズノ株式会社（英: Mizuno Corporation、登記社名: 美津濃株式会社、通称: ミズノ）は、大阪府大阪市住之江区と東京都千代田区に本社（登記上の本店は大阪市中央区）を置く、日本の大手総合スポーツ用品メーカー。
創業者水野利八の口癖『ええもんつくんなはれや』の精神が受け継がれている。同社の経営理念は「より良いスポーツ品とスポーツの振興を通じて社会に貢献する。」。コーポレート・メッセージは「THE WORLD OF SPORTS」「明日は、きっと、できる。」「REACH BEYOND」。
スポーツ用品以外に航空機や自動車用の炭素繊維強化プラスチックなどの素材を製造している。また、ビジネスシューズや介助用品などスポーツ用品を応用した製品なども製造している。

## 概要
創業は1906年（明治39年）4月1日で、長年にわたってスポーツ振興に力を注ぎ、小さなスポーツ大会からオリンピックをはじめとするさまざまな国際大会にいたるまで幅広く協力。世界屈指の総合スポーツ用品メーカーとして、国内外から高い評価を受けている。同じ大阪府に本社を置くデサント、ゼット、エスエスケイ、ザナックス、ヒットユニオン、兵庫県神戸市に本社を置くアシックスと並ぶ関西のスポーツ用品メーカーの一つ。
美津濃とは、自身の苗字「水野」ではふさわしくないと考えた創業者水野利八が、故郷の旧名（美濃）の間に津（実家が木材問屋）を当て、会社に人材が集まり、店が発展した時、子孫以外の人材に立派な才能を持った人が現れるように願いを込めたものである。漢字では「美津濃」と書くが、カタカナ表記では「ミヅノ」とならずに「ミズノ」となっている。1987年（昭和62年）、社名表記が漢字の「美津濃」からカタカナの「ミズノ」に統一されている。
幅広い種目のスポーツ用品・ウェアを手掛けており、中でも野球に関してはイチロー、松井秀喜の二大看板を筆頭にプロ・アドバイザリースタッフが多数存在し、グラブ、スパイクシューズ、バット、バッティンググラブなどの多くの野球用品において圧倒的なシェアを保っている。2011年（平成23年）シーズンからはプロ野球全球団の 統一仕様球 を供給する事となった。また、軟式野球・ソフトボールでは2002年（平成14年）にバット「ビヨンドマックス」を発売。ボールがミートする部分にウレタン系の材質がついていて、当たった時にボールが潰れないようにして飛距離を得ることができると評判になり、大ヒット商品になった。
サッカーでは、ナイキ、アディダスやプーマの後塵を拝する形であるが、同社のスパイクシューズ「モレリアII」シリーズはJリーグの選手でも愛用者が多い。参入初期には水島武蔵やカレッカらに愛用された。1993年（平成5年）のJリーグ発足時にはリーグ全チームのリーグ戦用ユニフォームがミズノ製であった。またリバウドが若い頃から愛用していたこともあり、全盛期には彼の足を科学測定したシューズを作りそれを一般販売するなど広告塔としていた。2024年（令和6年）12月時点では、北海道コンサドーレ札幌、ヴァンフォーレ甲府、名古屋グランパス、セレッソ大阪（2025シーズンより）、 徳島ヴォルティス、の5チームがミズノ製ユニフォームを採用している。
1965年（昭和40年）に、水着では国際的な知名度を有する英国のメーカー、SPEEDO社とライセンス契約を結び、日本における同社ブランド製品の製造・販売のみならず、SPEEDOブランドグループ全体における最先端技術の開発の役割も担ってきた。しかし、2006年（平成18年）、4月1日に創業100周年を迎えたのを機に、『全商品のブランドを“MIZUNO”に統一する』方針を決定。これに基づき、まだ期間が残っていたライセンス契約を2007年（平成19年）5月31日付で打ち切り、以後は自社ブランドの水着を製造・販売することとなった。なお、ライセンス契約については、三井物産に事実上譲渡（三井物産が改めてSPEEDO社と契約）し、契約切れ後直ちに商品展開。三井物産は商品製造をゴールドウインに委託して日本国内での展開を行っている。
2011年1月17日には関西大学との間で、向こう1年間にわたり、教育・研究・文化の振興、人材育成、スポーツ振興、社会貢献などに関わる連携協定が締結された。この協定に基づき、同学の野球部、アメリカンフットボール部、サッカー部、アイススケート部、アイスホッケー部、陸上競技部の6つの体育会各部に対し、同学体育会の統一名称でもある「カイザー」（ドイツ語で「皇帝」の意）を基調としたデザインのユニフォームが供給されることになった。
第二次世界大戦前・中にはグライダーを自社にて開発・製造しており、1941年には同社の301型「ソアラー」が当時の滞空日本記録となる滞空時間10時間33分30秒（高度3600m）を記録（島本真の項も参照のこと）。また軍用グライダーの開発も手がけており、代表的な機体に一式標的機などがある。

## 沿革
- 1906年（明治39年）4月1日- 水野利八、弟利三と大阪市北区で「水野兄弟商店」として洋品雑貨及び運動服の製造販売業を創業。
- 1923年（大正12年）7月19日 - 美津濃運動用品株式会社を設立。
- 1942年（昭和17年）1月 - 商号を美津濃株式会社に変更。
- 1961年（昭和36年）10月 - 大阪証券取引所第2部上場。
- 1962年（昭和37年）12月 - 東京証券取引所第2部に上場。
- 1970年（昭和45年）9月- 財団法人水野スポーツ振興会を設立（現在の名称はミズノスポーツ振興会）。
- 1972年（昭和47年）7月- 東証第1部、大証第1部に指定替え。
- 1977年（昭和52年）2月 - 財団法人水野国際スポーツ交流財団を設立（現在の名称はミズノ国際スポーツ交流財団）。
- 1981年（昭和56年）9月- ミズノランバード株式会社を設立。
- 1988年（昭和63年）2月- 名古屋証券取引所第1部に上場（2003年4月に名証での上場廃止）。
- 2008年（平成20年）2月- 時間外労働の賃金を支払っていなかったとして、大阪南労働基準監督署から是正勧告を受けたと発表[15]。その後の調査で、残業代の不払いが18億6,000万円に達することが明らかとなり、水野明人社長ら役員の報酬を減額[16]。
- 2018年（平成30年）12月- スポーツ振興などで大阪府寝屋川市と[17]、働き方改革などで大阪府と[18] それぞれ連携する協定締結。
- 2021年（令和3年）6月30日 - 1927年に本社屋として完成したミズノ淀屋橋店（大阪市中央区）が閉店[19]。
- 2022年（令和4年) - 研究開発施設としてミズノエンジンを大阪本社敷地内に建設[20]。

## 商標の変遷
- 1906年（明治39年） - 水野兄弟商会の創業時
  - 紋所の井ゲタの中心に、「日本一になる」という願いを込め「日」の一文字を入れた「イズ日印」を制定した。
- 1923年（大正12年） - 美津濃運動用品の設立時
  - 創業時に制定した「イズ日印」をアレンジし、井ゲタの中心に図案化した「日」の字を入れ、井ゲタの外周を「TRADE MARK MIZUNO CO.,LTD.」のロゴで囲った。
  - また同時期、優勝カップを模った「VICTORYカップ印」も商標として使用していた。当時の広告では「弊社製品は、運道具にカップ印、運動服装にイヅヒ印商標を付して絶対優良を期し、もってその責任を明らかにす」と銘打っていた。
- 1952年（昭和27年） - 英字ロゴ
  - 創業者の水野利八、二代目の水野健次郎のイニシャルを配した「R.K.Mizuno」。
- 1950年代後半のロゴ
  - 漢字表記による「美津濃」のロゴを採用。のちに「美津濃スポーツ」のロゴも作成された。
  - 1959年（昭和34年）に「VICTORYカップ印」をモデルチェンジした。様々なアイテムに付けられた他、上述の「美津濃」のロゴと併せて店頭ポスターやテレビCM、広告でも幅広く使用された。
- 1969年（昭和44年） - 英字ロゴ
  - ブロック体で図案化した「MIZUNO」。漢字ロゴ・カップ印と共に使用された。
- 1980年（昭和55年） - CI導入
  - コーポレートアイデンティティ（CI）を導入。ブルー系の色で統一されたワードマーク「MIZUNO」と、頭文字の「M」から採ったモノグラムの「Mマーク」が制定された。
- 1983年（昭和58年） - ランバードライン
  - それまで「Mライン」で親しまれていたスポーツシューズのラインマークを一新し、宇宙の惑星軌道をモチーフにスポーツの躍動感や広がりを表現した「ランバードライン」が登場した。
- 1997年（平成9年） - ミズノランバード
  - 従来のワードマーク「MIZUNO」と「ランバードライン」を組み合わせた「ミズノランバード」を、陸上競技用品とサッカー用品に先行採用。1999年（平成11年）に各カテゴリーに順次拡充して本格採用された。ただし、野球用品・ゴルフ用品等は引き続き「Mマーク」を使用し、2つのブランドマークが並存していたが、創業100周年を機に開始した「新100年ブランド戦略」の一環として、野球・ゴルフについても2006年秋から2007年春にかけて「ミズノランバード」に統一された。なお野球用品に関しては、2013年以降「MIZUNO」ロゴを廃して「ランバード」のみとすることを発表[21]。創業110周年の2016年には、ほぼすべての製品で「ランバードロゴ」が使用されるようになった[22]。

## 本社ビル

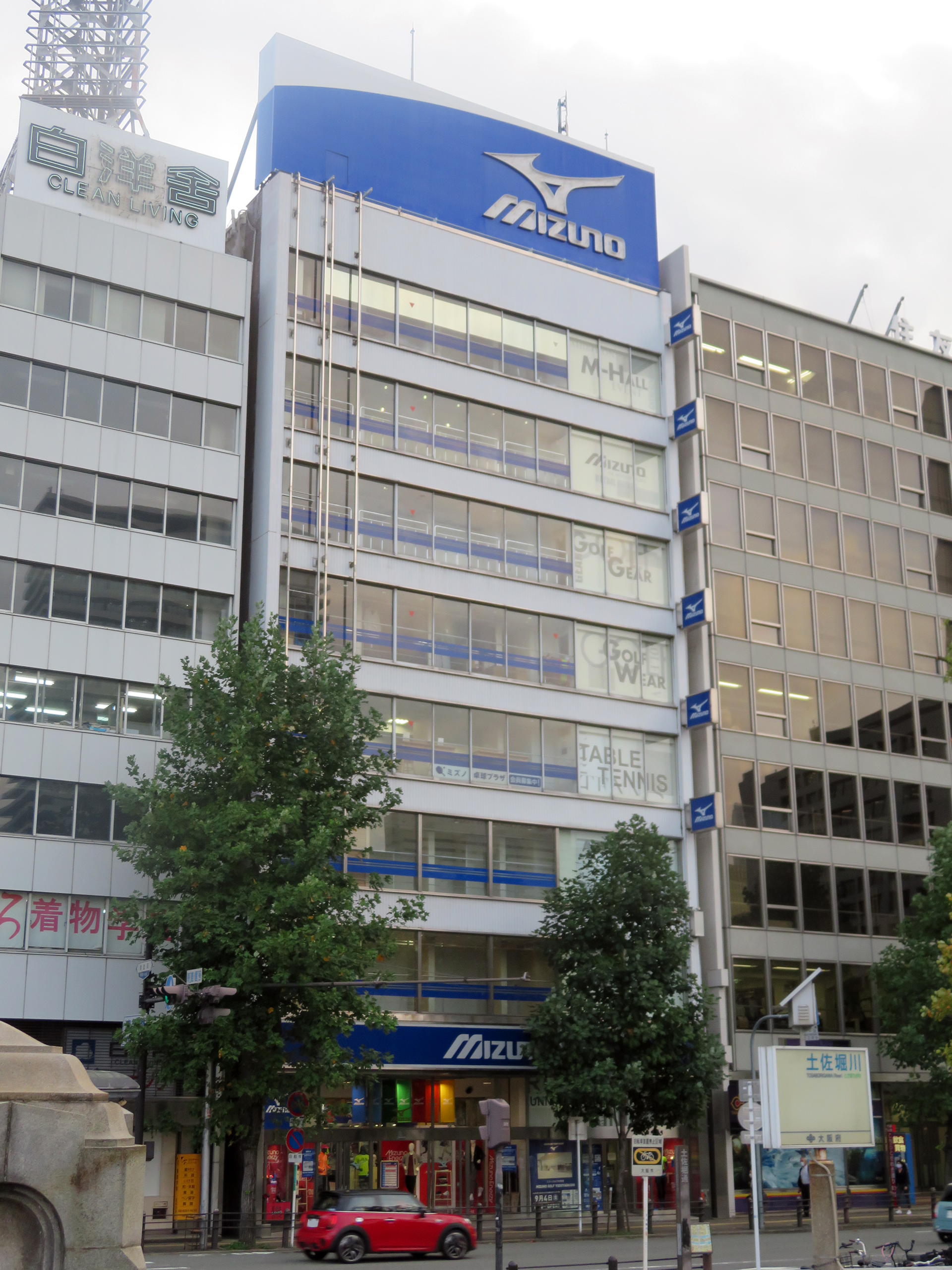
旧本社ビル（後のミズノ淀屋橋店）（大阪市中央区）

### ミズノクリスタ
大阪本社ビルは大阪市住之江区にあり、「ミズノクリスタ」の名称をもつ。ミズノクリスタの1階ロビーには、契約選手のパネルや使用している用具、各種スポーツのシューズなどが展示されている。

### 旧本社ビル
旧本社ビルは大阪市中央区にあり、創業者の水野利八の決断で1927年に完成した、鉄筋コンクリート8階建ての建物である。建設時には当時珍しかった懸垂幕による広告や、大食堂の「ライスカレー」が有名だった。1992年に本社を住之江区に移転し、旧本社ビルには直営店（ミズノ淀屋橋店）が置かれた。
しかし、淀屋橋駅西地区第一種市街地再開発事業により旧本社ビルは解体されることになり、直営店のミズノ淀屋橋店を2021年6月30日に閉店することとなった。跡地には、2025年に地上28階建ての高層ビルが完成する予定で、同ビル内に直営店を再出店する予定である。

## 関連会社
連結子会社
- ミズノテクニクス（岐阜県養老郡養老町）（スポーツ用品製造事業）
- ミズノスポーツサービス（大阪市中央区）（スポーツ施設の運営・運営受託）
- ミズノアベール（大阪市中央区）（その他事業）
- セノー（千葉県松戸市）（体操器具製造販売）
- MIZUNO USA, INC.（アメリカ・ジョージア州）（スポーツ用品販売事業）
- MIZUNO CANADA LTD.（カナダ・オンタリオ州）（スポーツ用品販売事業）
- MIZUNO KOREA LTD.（ソウル・麻浦区・上岩洞）（スポーツ用品販売事業）
- MIZUNO (TAIWAN) CORPORATION（台湾・台北）（スポーツ用品販売事業）
- MIZUNO CORPORATION OF HONG KONG LTD.（香港）（スポーツ用品販売事業）
- SHANGHAI MIZUNO CORPORATION LTD.（中華人民共和国・上海）（スポーツ用品販売事業）

## クラブチーム&契約

### 保有するクラブチーム
ミズノは自らもクラブチームを有する。その最大の目的は、商品開発に欠かせない各種データを収集することである。陸上競技だけだったが、2007年（平成19年）、水泳用品も自社展開することになり水泳部も発足させた。

### MTC（ミズノトラッククラブ）
ミズノ社の正式な陸上部である。
主要所属選手（2023年）
- 飯塚翔太（短距離）
- ディーン元気（やり投）
- 佐藤風雅（短距離）
- 兒玉芽生（短距離）
- 竹内真弥（短距離障害走、走幅跳）

主なOB/OG
- 安孫子充裕
- 石塚祐輔
- 渡邉和也
- 室伏広治
- 金子宗弘
- 長谷川順子
- 等々力信弘
- 生方留美子
- 佐藤恵
- 今井美希
- 内藤真人
- 信岡沙希重
- 室伏由佳
- 末續慎吾（短距離）
- 絹川愛
- 菅井洋平（走幅跳）2017年引退
- 川面聡大（短距離）
- 荻田大樹（棒高跳）
- 和田麻希（短距離）
- 市川華菜（短距離）2021年引退
- 金井大旺（短距離障害走）
- 松下祐樹（短距離障害走）2022年引退
- 中村太地（砲丸投）2022年引退

### チームミズノアスレティック
ミズノがサポートを行っている陸上競技選手の集まりであり、前述のMTCと異なり所属者はミズノ社員ではない。松下祐樹や中村太地など、このチームに参加していた選手がMTCに所属するようになることもある。
主要参加メンバー（2023年）
- 野澤啓佑（短距離障害走）

主なOB/OG
- 大橋忠司
- 安孫子充裕
- 田端健児
- 谷川聡
- 高橋千恵美
- 浅利純子
- 杉林孝法
- 志水見千子
- 安藤友香
- 村田龍
- 田中透（ハンマー投）
- 尾又平朗（走高跳）
- 芝田陽香（短距離障害走）

### ミズノスイムチーム
2007年（平成19年）6月の水泳用品自社展開開始に合わせて発足したミズノの正式な水泳部。他にも多くの 外部契約選手 を擁する。
主要所属選手
- 青木玲緒樹
- 白井璃緒

主なOB/OG
- 寺川綾（発足時唯一の女子部員。ただし辞めたのは「競技活動」のみで、コーチとして籍を残し社業含み活動中）
- 星奈津美（アシスタントコーチとして引き続き籍を残す）
- 種田恵（2009年4月入社、引退後もしばらく社業に携わり退社）
- 小堀勇氣
- 山本耕平

参照

### チームサプライ契約
- 日本プロ野球
  - 広島東洋カープ（ホーム用）[注釈 4]
  - 阪神タイガース
  - 北海道日本ハムファイターズ
  - 中日ドラゴンズ（2018年 - ）
  - 千葉ロッテマリーンズ（2020年 - ）
  - 東北楽天ゴールデンイーグルス（2020年 - ）
  - 読売ジャイアンツ（2021年 - 2022年）
- 韓国プロ野球
  - ハンファ・イーグルス
- 中華職業棒球大聯盟
  - 統一ライオンズ
  - 味全ドラゴンズ
- プロサッカーJリーグ
  - 徳島ヴォルティス（2005年 - ）
  - 愛媛FC（2008年 - 2022年）
  - ヴァンフォーレ甲府（2011年 - ）
  - 名古屋グランパス（2017年 - ）
  - 北海道コンサドーレ札幌（2021年 - ）
  - セレッソ大阪（2025年 - ）
- プロバスケットボールBリーグ
  - レバンガ北海道（2018年 - 2020年）
  - 青森ワッツ（2016年 - 2021年）
  - ベルテックス静岡（2022年 - ）
- バドミントンS/Jリーグ
  - 日本ユニシス
  - JR北海道
  - 日立情報通信エンジニアリンク

## 用具契約アンバサダー
男子プロゴルファー
- 川岸良兼
- 時松隆光

女子プロゴルファー
- 岡本綾子
- 西郷真央

プロ野球
- 村上宗隆
- 長岡秀樹
- 宮崎敏郎
- 近藤健介
- 菅野智之
- 石川雅規
- 坂本勇人
- 佐藤輝明
- 大山悠輔
- 糸原健斗

## 協賛イベント
- ゴルフトーナメント
  - 全英への道 ミズノオープン
  - 賢島女子オープンミズノクラシック（現・TOTOジャパンクラシック）
- 大阪国際女子マラソン - 協力・スポンサーの1社（1982年～2012年）
- 世界陸上競技選手権大会
- 東京箱根間往復大学駅伝競走

## CM
テレビ番組への提供においては、在阪テレビ局の関西テレビ放送と強固な関係を持ち、1976年4月放送開始の『キングズゴルフ』から20年以上に渡り、フジテレビ系列の土曜23時台前半に一社提供枠を持っていた。特に『クイズDEデート』や『新・パンチDEデート』、『ねるとん紅鯨団』、『とんねるずのハンマープライス』といった視聴者参加型番組がこの枠からヒットした（特に『ねるとん紅鯨団』と『とんねるずのハンマープライス』、後番組『JAPAN BOYS』の司会をしていたとんねるずは、この枠で11年半にわたって出演するとともに、ミズノのCMにも出演していたことがある。
エンディングの提供読みは、ミズノのCMサウンドロゴを用いる斬新なスタイルとなっていた。とんねるずが司会を降板した1999年春以降も、同枠はスポーツバラエティ番組を制作・放送していたが、『福山エンヂニヤリング』放映中の2002年（平成14年）3月末を最後に、一社提供を帝人に譲ってスポンサーから降板した。
そのほか、スポーツを題材にしたテレビアニメでは番組提供だけでなく、2015年の『ダイヤのA』（テレビ東京系列）では制作協力、2018年の『はねバド!』（BS11・AT-Xほか）では取材協力・協賛として参加している。また、スポーツ中継などで契約アスリートが出演するCMを流すことがある。

### スポンサー番組
関西テレビ 大阪本社制作（フジテレビ系）
- キングズゴルフ
- クイズDEデート
- 新・パンチDEデート
- 夜はドキドキ!!
- フロッピあ!

関西テレビ 東京支社制作（フジテレビ系）
- 上海紅鯨団が行く
- とんねるずの番組
- ねるとん紅鯨団 - 一部地区ではスポンサー差し替えorミズノを含む複数社提供だった。
- とんねるずのハンマープライス（同上）
- JAPAN BOYS
- Sports Party ただいま夢中!
- S-FIELD
- ファイトマネー
- スゴ腕!バウト
- 福山エンヂニヤリング（途中降板）

その他（過去も含む）
- 日本テレビ系
- NNNきょうの出来事（土曜は一部地域でスポンサー差し替え）
- 水曜ロードショー
- 月曜10時枠連続ドラマ（よみうりテレビ制作、2003年4月 - 12月[注釈 6]）
- 日曜☆特バン（TBS系）
- 火曜ワイドスペシャル（フジテレビ系）
- ダイヤのA（テレビ東京系）

### CM出演者
- 松岡修造 - ミズノブランドアンバサダーとして契約している。
- とんねるず
- 佐藤藍子 - 「スーパースター」
- 国生さゆり - 「ランバード」（1986年）
- 陣内孝則 - 「スーパースター」（1987年）
- 柏原崇 - 「スーパースター」（1997年）
- 菊川怜 - 「スーパースター」　(2004年)
- 加藤清史郎 - 「ミズノキッズ」（2010年）
- 米村でんじろう - 吸湿発熱素材「ブレスサーモ」（2012年）
- 柴咲コウ - 「ミズノランニング」（2012年）
- 山本彩（当時NMB48） - 「ミズノ部活応援宣言!」（2014年）
- 菜々緒 - 「ミズノウィメンズ」（2015年）
- 竹内涼真 - 「MIZUNO TRAINING」（2018年）
- 松井愛莉 - 「ミズノアクアフィットネス」「ミズノランニング」（2020年）

## テレビ番組
- 日経スペシャル ガイアの夜明け（テレビ東京）
  - アテネに賭けろ 〜メダルを支えたビジネス戦士たち〜（2004年9月7日）[28] - アテネに向けて末続慎吾向けの靴の開発を取材。
  - 五輪に挑んだニッポンの技術～バンクーバー…知られざる物語～（2010年3月2日）[29] - 大手メーカー意地のスーツ開発を取材。
  - メダルを支えた男たち!（2016年8月30日）[30]
- 日経スペシャル カンブリア宮殿 スポーツの「ミズノ」が快進撃 知られざるビジネスの全貌（2023年9月28日、テレビ東京）- 社長 水野明人出演[31][32][33]。
- がっちりマンデー!!「ミズノ!売上げ過去最高!スポーツだけじゃない!」（2024年7月14日、TBS） - 社長 水野明人出演[34]。
- 知られざるガリバー〜エクセレントカンパニーファイル〜（2024年11月16日、テレビ東京）- 社長 水野明人出演[35][36]。
- ふるさとの未来（2025年7月2日・9日・16日、TBS） - 社長 水野明人出演[37]。